# Lovgivende magt
 Denne artikel bør gennemlæses af en person med fagkendskab for at sikre den faglige korrekthed.
    Artiklen indeholder en række uklare udsagn, der forekommer urigtige i forhold til andre landets forfatninger.

Den lovgivende magt eller legislative magt er et organ, der har magt til at vedtage love.
Efter Montesquieus magtadskillelseslære som formuleret i værket De l'esprit des lois ('Lovenes ånd') opdeles magten i tre: Den lovgivende magt, den udøvende magt og den dømmende magt. Hver især er er knyttet sammen, således at ingen af de tre magter kan herske uindskrænket.
I Danmark er den lovgivende magt placeret hos Folketinget. I Storbritannien er den lovgivende magt hos Parlamentet[kilde mangler] og i USA Kongressen[kilde mangler]. I parlamentariske systemer er den lovgivende magt overordnet den udøvende magt,[kilde mangler] idet den lovgivende magt har myndighed til at hhv. ind-og afsætte den udøvende magt.[kilde mangler] I de fleste demokratiske forfatninger kan den udøvende magt imidlertid opløse parlamentet.
I f.eks. præsidentialsystemer betragtes den lovgivende magt som sideordnet med og uafhængig af den udøvende magt og den dømmende magt.[kilde mangler] Den lovgivende magt har som hovedregel eneret på at vedtage love, og har derudover typisk eneret på at vedtage nationale budgetter og skatter. Den lovgivende magt skal ofte godkende krigserklæringer og tilslutning til visse internationale aftaler (så som nye EU-traktater). De nærmere rammer for den lovgivende magts kompetencer fremgår af forfatningen. I Danmark kan man opfatte grundloven som en central del i forfatningen, og der er da også i denne lov beskrevet mange af Folketingets opgaver.
Den lovgivende magt kan bestå af et eller flere kamre, huse eller ting, som regel et eller to. I Danmark har man således haft en opdeling mellem Landstinget og Folketinget frem til 1953, og i Storbritannien har man fortsat en opdeling mellem Overhuset og Underhuset.
I de fleste parlamentaristiske tokammer-systemer er Underhuset kendetegnet ved at have den bredeste valgret. I Storbritannien er Overhuset ikke demokratisk valgt, i Danmark var der både øgede økonomiske og aldersmæssige restriktioner på at stemme til Landstinget. Underhuset har også som hovedregel den største magt; Overhuset har typisk en rådgivningsfunktion og mulighed for at nedlægge veto mod Underhusets lovforslag. I præsidentialsystemer er de to kamre almindeligvis sideordnede.[kilde mangler]
I Danmark er den lovgivende magt samlet i Folketinget og Kongen (Dronningen), mens den udøvende magt er hos Kongen, der formelt udpeger regeringen. Da Kongen i Danmark således også formelt set har en lovgivende rolle (idet Kongen stadfæster love vedtaget af Folketinget), følger Danmark således ikke fuldt ud ideen om magtens tredeling, som Montesquieu fremførte den.